# 那須小川駅
那須小川駅（なすおがわえき）は、かつて栃木県那須郡小川町大字小川（現・那珂川町小川）にあった東野鉄道の駅（廃駅）である。東野鉄道線延伸時の終着駅であった。

## 歴史
- 1924年（大正13年）12月6日：黒羽 - 当駅間延伸開業に伴い終着駅として開業[1][2]。
- 1938年（昭和13年）9月1日：台風による大出水により箒川鉄橋が損傷。一部区間不通（再開1939年3月4日）[3]。
- 1939年（昭和14年）6月1日：黒羽 - 当駅間廃止に伴い廃止[2][4]。

## 駅構造
地上駅であった。かつてはここから常陸大子駅まで延伸する計画があった。

## 遺構
現役時代に植えられたプラタナス2本が駅跡である中学校に現存しているという。黒羽から当駅までの線路跡は概ね「東野鉄道線」という道路として当時の線形をとどめている。

## 輸送量
| 年度 | 乗客（人） | 降客（人） | 発送貨物（トン） | 到着貨物（トン） |
| ---- | ---------- | ---------- | ---------------- | ---------------- |
| 1925 | 26,280     | 24,325     | 4,020            | 2,275            |
| 1928 | 24,370     | 22,690     | 9,226            | 4,993            |
| 1930 | 18,171     | 16,421     | 6,807            | 4,179            |
| 1934 | 11,754     | 10,995     | 5,592            | 3,243            |
| 1938 | 11,720     | 10,599     | 3,851            | 2,918            |

- 栃木県統計書各年度版

## 駅周辺
- 小川町立小川中学校（現・那珂川町立小川中学校：駅跡）
- 国道293号
- 国道294号
- 栃木県道52号矢板馬頭線（現・栃木県道52号矢板那珂川線）
- 栃木県道233号小川大金停車場線（現・栃木県道233号小川田野倉線[6]）

## 隣の駅
東野鉄道
東野鉄道線
佐良土駅 - 那須小川駅